# Lista de línguas oficiais por país
| A                                                            | |                                        |  |                           |
| Afeganistão                                                  | - pastó - persa (ou dari) |                                        |  |                           |
| África do Sul                                                | - africâner - inglês - ndebele - xhosa - zulu - soto setentrional - soto meridional - tsuana - suázi - venda - tsonga |                                        |  |                           |
| Albânia                                                      | - albanês |                                        |  |                           |
| Alemanha                                                     | - alemão |                                        |  |                           |
| Andorra                                                      | - catalão |                                        |  |                           |
| Angola                                                       | - português |                                        |  |                           |
| Anguilla                                                     | - inglês |                                        |  |                           |
| Antígua e Barbuda                                            | - inglês |                                        |  |                           |
| Antilhas Holandesas                                          | - neerlandês (ou holandês) |                                        |  |                           |
| Arábia Saudita                                               | - árabe |                                        |  |                           |
| Argélia                                                      | - árabe |                                        |  |                           |
| Argentina                                                    | - espanhol |                                        |  |                           |
| Arménia                                                      | - arménio (ou armênio) |                                        |  |                           |
| Aruba                                                        | - neerlandês (ou holandês) |                                        |  |                           |
| Austrália                                                    | - inglês (de facto; o país não tem idioma oficial legalmente estabelecido) |                                        |  |                           |
| Áustria                                                      | - alemão (única oficial em nível nacional) - esloveno, na província da Caríntia - croata, no Burgenland - húngaro, no Burgenland |                                        |  |                           |
| Azerbaijão                                                   | - azeri |                                        |  |                           |
| B Índice A B C D E F G H I J K L M N O P Q R S T U V W X Y Z | |                                        |  |                           |
| Bahamas                                                      | - inglês |                                        |  |                           |
| Bangladexe                                                   | - bengali |                                        |  |                           |
| Barbados                                                     | - inglês |                                        |  |                           |
| Barém                                                        | - árabe |                                        |  |                           |
| Bélgica                                                      | - neerlandês (ou flamengo) - francês - alemão |                                        |  |                           |
| Belize                                                       | - inglês |                                        |  |                           |
| Benim                                                        | - francês |                                        |  |                           |
| Bermudas                                                     | - inglês |                                        |  |                           |
| Bielorrússia                                                 | - Russo - bielorrusso |                                        |  |                           |
| Birmânia (ou Mianmar)                                        | - birmanês |                                        |  |                           |
| Bolívia                                                      | - espanhol - quíchua - aimará |                                        |  |                           |
| Bósnia e Herzegovina                                         | - sérvio - croata |                                        |  |                           |
| Botsuana                                                     | - inglês |                                        |  |                           |
| Brasil                                                       | - português (Oficial) - Língua brasileira de sinais Línguas cooficiais, junto com o português: - alemão, no município de Pomerode, em Santa Catarina; - talian, nos municípios Bento Gonçalves, Caxias do Sul,, Flores da Cunha, Nova Roma do Sul e Serafina Corrêa, no Rio Grande do Sul. - língua pomerana, nos municípios de Domingos Martins, Laranja da Terra, Pancas, Santa Maria de Jetibá e Vila Pavão (no Espírito Santo); no município de Canguçu, no Rio Grande do Sul. - Hunsriqueano riograndense, nos municípios de Antônio Carlos (Santa Catarina) e Santa Maria do Herval (Rio Grande do Sul). - Guarani, no município de Tacuru, Mato Grosso do Sul, Rio Grande do Sul - nheengatu, no município de São Gabriel da Cachoeira, Amazonas - tucano, idem - baníua, idem - Kaingang, Sul do Brasil, interior de São Paulo, Santa Catarina e Rio Grande do Sul - Pontuñol, fronteiras com o Paraguai, Argentina e Uruguai |                                        |  |                           |
| Brunei                                                       | - malaio |                                        |  |                           |
| Bulgária                                                     | - búlgaro |                                        |  |                           |
| Burquina Fasso                                               | - francês |                                        |  |                           |
| Burúndi                                                      | - francês - quirúndi |                                        |  |                           |
| Butão                                                        | - butanês |                                        |  |                           |
| C Índice A B C D E F G H I J K L M N O P Q R S T U V W X Y Z | |                                        |  |                           |
| Cabo Verde                                                   | - português |                                        |  |                           |
| Camarões                                                     | - francês - inglês |                                        |  |                           |
| Camboja                                                      | - cambojano |                                        |  |                           |
| Canadá                                                       | - inglês - francês |                                        |  |                           |
| Catar                                                        | - árabe |                                        |  |                           |
| Cazaquistão                                                  | - cazaque |                                        |  |                           |
| Chade                                                        | - francês |                                        |  |                           |
| Chéquia (ou Tchéquia)                                        | - checo (ou tcheco) |                                        |  |                           |
| Chile                                                        | - espanhol |                                        |  |                           |
| China                                                        | - chinês (mandarim) |                                        |  |                           |
| Chipre                                                       | - grego - turco |                                        |  |                           |
| Colômbia                                                     | - espanhol |                                        |  |                           |
| Comores                                                      | - árabe - francês |                                        |  |                           |
| Congo                                                        | - francês |                                        |  |                           |
| Coreia do Norte                                              | - coreano |                                        |  |                           |
| Coreia do Sul                                                | - coreano |                                        |  |                           |
| Costa do Marfim                                              | - francês |                                        |  |                           |
| Costa Rica                                                   | - espanhol |                                        |  |                           |
| Croácia                                                      | - croata |                                        |  |                           |
| Cuba                                                         | - espanhol |                                        |  |                           |
| D Índice A B C D E F G H I J K L M N O P Q R S T U V W X Y Z | |                                        |  |                           |
| Dinamarca                                                    | - dinamarquês (ou danês) - feroês (ou feróico) nas ilhas Féroe - gronelandês, na Gronelândia |                                        |  |                           |
| Dominica                                                     | - inglês |                                        |  |                           |
| E Índice A B C D E F G H I J K L M N O P Q R S T U V W X Y Z | |                                        |  |                           |
| Egito                                                        | - árabe |                                        |  |                           |
| El Salvador                                                  | - espanhol |                                        |  |                           |
| Emirados Árabes Unidos                                       | - árabe |                                        |  |                           |
| Equador                                                      | - espanhol |                                        |  |                           |
| Eritreia                                                     | - tigrínia - árabe |                                        |  |                           |
| Escócia                                                      | - Inglês - Scots - Gaélico escocês |                                        |  |                           |
| Eslováquia                                                   | - eslovaco |                                        |  |                           |
| Eslovénia (ou Eslovênia)                                     | - esloveno |                                        |  |                           |
| Espanha                                                      | - castelhano (ou espanhol) (única língua oficial em nível nacional) - galego, na Galiza - basco (euskara), no País Basco - catalão, na Catalunha, nas Ilhas Baleares e na Comunidade Valenciana (onde é também chamado valenciano) - occitano, na Vale do Arão, Catalunha (onde é também chamado aranês) |                                        |  |                           |
| Essuatíni                                                    | - suázi (ou siswati) - inglês |                                        |  |                           |
| Estados Unidos                                               | (não há línguas oficiais de âmbito nacional; o inglês é a língua oficial em muitos estados) - caroliniano, nas ilhas Marianas Setentrionais - chamorro, em Guam e nas ilhas Marianas Setentrionais - inglês, no Alabama, Alasca, Samoa Americana, Arkansas, Califórnia, Colorado, Flórida, Geórgia, Guam, Havaí, Illinois, Indiana, Iowa, Kentucky, Luisiana, Massachusetts, Mississippi, Missouri, Montana, Nebrasca, New Hampshire, Carolina do Norte, Dacota do Norte, ilhas Marianas Setentrionais, Ohio, Oklahoma, Oregon, Porto Rico, Carolina do Sul, Dacota do Sul, Tennessee, ilhas Virgens Americanas, Utah, Virgínia, Virgínia Ocidental, e Wyoming - havaiano, no Havaí - samoano, na Samoa Americana - espanhol, em Porto Rico e Novo México |                                        |  |                           |
| Estónia (ou Estônia)                                         | - estoniano |                                        |  |                           |
| Etiópia                                                      | - amárico |                                        |  |                           |
| F Índice A B C D E F G H I J K L M N O P Q R S T U V W X Y Z | |                                        |  |                           |
| Fiji                                                         | - inglês |                                        |  |                           |
| Filipinas                                                    | - filipino (ou tagalo) - inglês |                                        |  |                           |
| Finlândia                                                    | - finlandês (ou finês) - sueco |                                        |  |                           |
| República da China (ou Taiwan)                               | - chinês mandarim |                                        |  |                           |
| França                                                       | - francês |                                        |  |                           |
| G Índice A B C D E F G H I J K L M N O P Q R S T U V W X Y Z | |                                        |  |                           |
| Gabão                                                        | - francês |                                        |  |                           |
| Gâmbia                                                       | - inglês |                                        |  |                           |
| Gana                                                         | - inglês |                                        |  |                           |
| Geórgia                                                      | - georgiano |                                        |  |                           |
| Gibraltar                                                    | - inglês |                                        |  |                           |
| Granada                                                      | - inglês |                                        |  |                           |
| Grécia                                                       | - grego |                                        |  |                           |
| Guam                                                         | - inglês - chamorro |                                        |  |                           |
| Guatemala                                                    | - espanhol |                                        |  |                           |
| Guernsey                                                     | - inglês |                                        |  |                           |
| Guiana                                                       | - inglês |                                        |  |                           |
| Guiana Francesa                                              | - francês |                                        |  |                           |
| Guiné                                                        | - francês |                                        |  |                           |
| Guiné-Bissau                                                 | - português |                                        |  |                           |
| Guiné Equatorial                                             | - espanhol - francês - português |                                        |  |                           |
| H Índice A B C D E F G H I J K L M N O P Q R S T U V W X Y Z | |                                        |  |                           |
| Haiti                                                        | - créole - francês |                                        |  |                           |
| Honduras                                                     | - espanhol |                                        |  |                           |
| Hong Kong                                                    | - chinês cantonês - inglês |                                        |  |                           |
| Hungria                                                      | - húngaro |                                        |  |                           |
| I Índice A B C D E F G H I J K L M N O P Q R S T U V W X Y Z | |                                        |  |                           |
| Iémen                                                        | - árabe |                                        |  |                           |
| Ilha de Natal                                                | - inglês |                                        |  |                           |
| Ilhas Caimão                                                 | - inglês |                                        |  |                           |
| Ilhas Cook                                                   | - inglês |                                        |  |                           |
| Ilhas Malvinas (ou Falkland)                                 | - inglês |                                        |  |                           |
| Ilhas Féroe                                                  | - feroês (ou feróico) |                                        |  |                           |
| Ilhas Marianas do Norte                                      | - inglês |                                        |  |                           |
| Ilhas Marshall                                               | - inglês - marshalês |                                        |  |                           |
| Ilhas Pitcairn                                               | - inglês |                                        |  |                           |
| Ilhas Salomão                                                | - inglês |                                        |  |                           |
| Ilhas Virgens Americanas                                     | - inglês |                                        |  |                           |
| Ilhas Virgens Britânicas                                     | - inglês |                                        |  |                           |
| Índia                                                        | - hindi - inglês - telugo - bengali - marata - tâmil - urdu |                                        |  |                           |
| Indonésia                                                    | - indonésio |                                        |  |                           |
| Irão (ou Irã)                                                | - persa |                                        |  |                           |
| Iraque                                                       | - árabe |                                        |  |                           |
| Irlanda                                                      | - inglês - irlandês (gaélico) |                                        |  |                           |
| Islândia                                                     | - islandês |                                        |  |                           |
| Israel                                                       | - hebraico |                                        |  |                           |
| Itália                                                       | - italiano (única a nível nacional) - francês, no Vale de Aosta - alemão, no Trentino-Alto Ádige - sardo, na Sardenha |                                        |  |                           |
| J Índice A B C D E F G H I J K L M N O P Q R S T U V W X Y Z | |                                        |  |                           |
| Jamaica                                                      | - inglês |                                        |  |                           |
| Japão                                                        | - japonês |                                        |  |                           |
| Jersey                                                       | - inglês |                                        |  |                           |
| Jibuti                                                       | - árabe - francês |                                        |  |                           |
| Jordânia                                                     | - árabe |                                        |  |                           |
| K Índice A B C D E F G H I J K L M N O P Q R S T U V W X Y Z | |                                        |  |                           |
| Koweit                                                       | - árabe |                                        |  |                           |
| L Índice A B C D E F G H I J K L M N O P Q R S T U V W X Y Z | |                                        |  |                           |
| Laos                                                         | - laociano (ou laosiano) |                                        |  |                           |
| Lesoto                                                       | - inglês - sesoto |                                        |  |                           |
| Letónia (ou Letônia)                                         | - letão |                                        |  |                           |
| Líbano                                                       | - árabe |                                        |  |                           |
| Libéria                                                      | - inglês |                                        |  |                           |
| Líbia                                                        | - árabe |                                        |  |                           |
| Liechtenstein                                                | - alemão |                                        |  |                           |
| Lituânia                                                     | - lituano |                                        |  |                           |
| Luxemburgo                                                   | - luxemburguês - francês - alemão |                                        |  |                           |
| M Índice A B C D E F G H I J K L M N O P Q R S T U V W X Y Z | |                                        |  |                           |
| Macau                                                        | - chinês cantonês - português |                                        |  |                           |
| Macedônia do Norte (ou Macedónia do Norte)                   | - macedônio (ou macedónio) |                                        |  |                           |
| Madagáscar                                                   | - malgaxe - francês |                                        |  |                           |
| Malásia                                                      | - malaio |                                        |  |                           |
| Malaui                                                       | - inglês |                                        |  |                           |
| Maldivas                                                     | - divehi (ou maldivo, ou maldívio) |                                        |  |                           |
| Mali                                                         | - francês |                                        |  |                           |
| Malta                                                        | - maltês - inglês |                                        |  |                           |
| Ilha de Man                                                  | - inglês |                                        |  |                           |
| Marrocos                                                     | - árabe |                                        |  |                           |
| Maurícia                                                     | - inglês |                                        |  |                           |
| Mauritânia                                                   | - árabe |                                        |  |                           |
| Maiote                                                       | - francês |                                        |  |                           |
| México                                                       | - espanhol |                                        |  |                           |
| Micronésia                                                   | - inglês |                                        |  |                           |
| Moçambique                                                   | - português |                                        |  |                           |
| Moldávia                                                     | - romeno |                                        |  |                           |
| Mónaco (ou Mônaco)                                           | - francês |                                        |  |                           |
| Mongólia                                                     | - mongol (khalkha) |                                        |  |                           |
| Monserrate                                                   | - inglês |                                        |  |                           |
| Montenegro                                                   | montenegrino |                                        |  |                           |
| N Índice A B C D E F G H I J K L M N O P Q R S T U V W X Y Z | |                                        |  |                           |
| Namíbia                                                      | - inglês |                                        |  |                           |
| Nauru                                                        | - nauruano |                                        |  |                           |
| Nepal                                                        | - nepalês |                                        |  |                           |
| Nicarágua                                                    | - castelhano |                                        |  |                           |
| Níger                                                        | - francês |                                        |  |                           |
| Nigéria                                                      | - inglês |                                        |  |                           |
| Niue                                                         | - inglês - niueano |                                        |  |                           |
| Noruega                                                      | - norueguês (bokmal e Nynorsk) |                                        |  |                           |
| Norfolque                                                    | - inglês |                                        |  |                           |
| Nova Caledónia (ou Nova Caledônia)                           | - francês |                                        |  |                           |
| Nova Zelândia                                                | - inglês - maori - Língua de Sinais Neozelandesa |                                        |  |                           |
| O Índice A B C D E F G H I J K L M N O P Q R S T U V W X Y Z | |                                        |  |                           |
| Omã                                                          | - árabe |                                        |  |                           |
| P Índice A B C D E F G H I J K L M N O P Q R S T U V W X Y Z | |                                        |  |                           |
| Países Baixos                                                | - neerlandês (ou holandês) |                                        |  |                           |
| Palau                                                        | - palauense, em todas as ilhas, exceto Sonsoral |                                        |  |                           |
| Panamá                                                       | - espanhol |                                        |  |                           |
| Papua Nova Guiné                                             | - Tok Pisin - Hiri Motu - inglês |                                        |  |                           |
| Paquistão                                                    | - urdu |                                        |  |                           |
| Paraguai                                                     | - espanhol (Oficial) - guarani (Oficial) - Jopará (Yopará) - Lengua de Señas Paraguaya (LSPy) - Portuñol - Portuñol Selvagem - Lengua-Maskoy - Mataco-Mataguayo - Guaicurú - Zamuco - Plautdietsch - Alemão - Árabe - Coreano |                                        |  |                           |
| Peru                                                         | - espanhol - quíchua (ou quéchua) |                                        |  |                           |
| Polinésia Francesa                                           | - polinésio - francês |                                        |  |                           |
| Polónia (ou Polônia)                                         | - polaco (ou polonês) |                                        |  |                           |
| Portugal                                                     | Minderico - Mirandês - português |                                        |  |                           |
| Q Índice A B C D E F G H I J K L M N O P Q R S T U V W X Y Z | |                                        |  |                           |
| Quiribáti                                                    | - inglês |                                        |  |                           |
| Quénia                                                       | - inglês - suaíli (swahili) |                                        |  |                           |
| Quirguistão                                                  | - quirguiz - russo |                                        |  |                           |
| R Índice A B C D E F G H I J K L M N O P Q R S T U V W X Y Z | |                                        |  |                           |
| Reino Unido                                                  | - inglês (única a nível nacional) - galês (no País de Gales) |                                        |  |                           |
| República Centro-Africana                                    | - francês |                                        |  |                           |
| República Democrática do Congo                               | - francês |                                        |  |                           |
| República Dominicana                                         | - espanhol |                                        |  |                           |
| Reunião                                                      | - francês |                                        |  |                           |
| Roménia                                                      | - romeno |                                        |  |                           |
| Ruanda                                                       | - quiniaruanda - francês - inglês |                                        |  |                           |
| Rússia                                                       | - russo |                                        |  |                           |
| S Índice A B C D E F G H I J K L M N O P Q R S T U V W X Y Z | |                                        |  |                           |
| São Pedro e Miquelão                                         | - francês |                                        |  |                           |
| Samoa                                                        | - samoano - inglês |                                        |  |                           |
| Samoa Americana                                              | - samoano - inglês |                                        |  |                           |
| San Marino                                                   | - italiano |                                        |  |                           |
| Santa Helena                                                 | - inglês |                                        |  |                           |
| Santa Lúcia                                                  | - inglês |                                        |  |                           |
| São Cristóvão e Neves                                        | - inglês |                                        |  |                           |
| São Tomé e Príncipe                                          | - português |                                        |  |                           |
| São Vicente e Granadinas                                     | - inglês |                                        |  |                           |
| Senegal                                                      | - francês |                                        |  |                           |
| Serra Leoa                                                   | - inglês |                                        |  |                           |
| Sérvia                                                       | - sérvio |                                        |  |                           |
| Seicheles                                                    | - inglês - francês - seichelense |                                        |  |                           |
| Seri Lanca                                                   | - cingalês - tâmil |                                        |  |                           |
| Singapura                                                    | - malaio - chinês mandarim - tâmil - inglês |                                        |  |                           |
| Síria                                                        | - árabe |                                        |  |                           |
| Somália                                                      | - somali - árabe |                                        |  |                           |
| Sudão                                                        | - árabe |                                        |  |                           |
| Sudão do Sul                                                 | - inglês |                                        |  |                           |
| Suécia                                                       | - sueco |                                        |  |                           |
| Suíça                                                        | - alemão - francês - italiano - romanche |                                        |  |                           |
| Suriname                                                     | - neerlandês (ou holandês) |                                        |  |                           |
| T Índice A B C D E F G H I J K L M N O P Q R S T U V W X Y Z | |                                        |  |                           |
| Tailândia                                                    | - tailandês |                                        |  |                           |
| Tajiquistão                                                  | - tajique |                                        |  |                           |
| Tanzânia                                                     | - suaíli (ou kiswahili) |                                        |  |                           |
| Timor-Leste                                                  | - tétum - português |                                        |  |                           |
| Togo                                                         | - francês |                                        |  |                           |
| Toquelau                                                     | - inglês |                                        |  |                           |
| Tonga                                                        | - tonga |                                        |  |                           |
| Trindade e Tobago                                            | - inglês - Espanhol |                                        |  |                           |
| Tunísia                                                      | - árabe |                                        |  |                           |
| Turcomenistão                                                | - turcomeno |                                        |  |                           |
| Turquia                                                      | - turco |                                        |  |                           |
| Tuvalu                                                       | - tuvaluano - inglês |                                        |  |                           |
| U Índice A B C D E F G H I J K L M N O P Q R S T U V W X Y Z | |                                        |  |                           |
| Ucrânia                                                      | - ucraniano |                                        |  |                           |
| Uganda                                                       | - inglês |                                        |  |                           |
| Uruguai                                                      | - espanhol |                                        |  |                           |
| Uzbequistão                                                  | - uzbeque |                                        |  |                           |
| V Índice A B C D E F G H I J K L M N O P Q R S T U V W X Y Z | |                                        |  |                           |
| Vanuatu                                                      | - bislama - inglês - francês |                                        |  |                           |
| Vaticano                                                     | - italiano - latim |                                        |  |                           |
| Venezuela                                                    | - espanhol |                                        |  |                           |
| Vietname                                                     | - vietnamita |                                        |  |                           |
| W Índice A B C D E F G H I J K L M N O P Q R S T U V W X Y Z | |                                        |  |                           |
| Wallis e Futuna                                              | - francês |                                        |  |                           |
| Z Índice A B C D E F G H I J K L M N O P Q R S T U V W X Y Z | |                                        |  |                           |
| Zâmbia                                                       | - inglês |                                        |  |                           |
| Zimbábue                                                     | - inglês |                                        |  |                           |
| africâner inglês ndebele xhosa                               | | zulu soto setentrional soto meridional |  | tsuana suázi venda tsonga |